# 클리블랜드 로커스
클리블랜드 로커스(영어: Cleveland Rockers)는 미국 오하이오주 클리블랜드를 연고지로 했던 WNBA 동부 콘퍼런스 소속 프로농구 팀이다. 홈 구장은 건드 아레나이다.
2028년부터 같은 연고지(오하이오주 클리블랜드)에 클리블랜드 WNBA 팀(영어: Cleveland WNBA team)이 리그에 참가할 예정이다.

## 해체
2002년 시즌 후 건드는 WNBA로부터 로커스를 사기로 결정하여 로커스의 미래를 보장한 것처럼 보였다. 그러나 경쟁적인 팀들을 수비하고 대부분의 경기들을 위하여 괜찮은 관중을 가졌음에 불구하고 건드 가족은 2003년 시즌 후에 로커스를 운영하는 데 자신들이 원하지 않기로 결정하였다. 팀을 위한 지역 소유권이 발견되지 않아 로커스가 접힐 수밖에 없었다. 로커스는 7시즌 후에 운영을 중단하여 108승 112패의 사상 기록을 하였다. 2008년 휴스턴 코메츠(영어: Houston Comets)가 소유권 부족으로 운영을 중단하기 전까지는 이런 일이 다시 일어나지 않았다.

## 역대 홈경기장

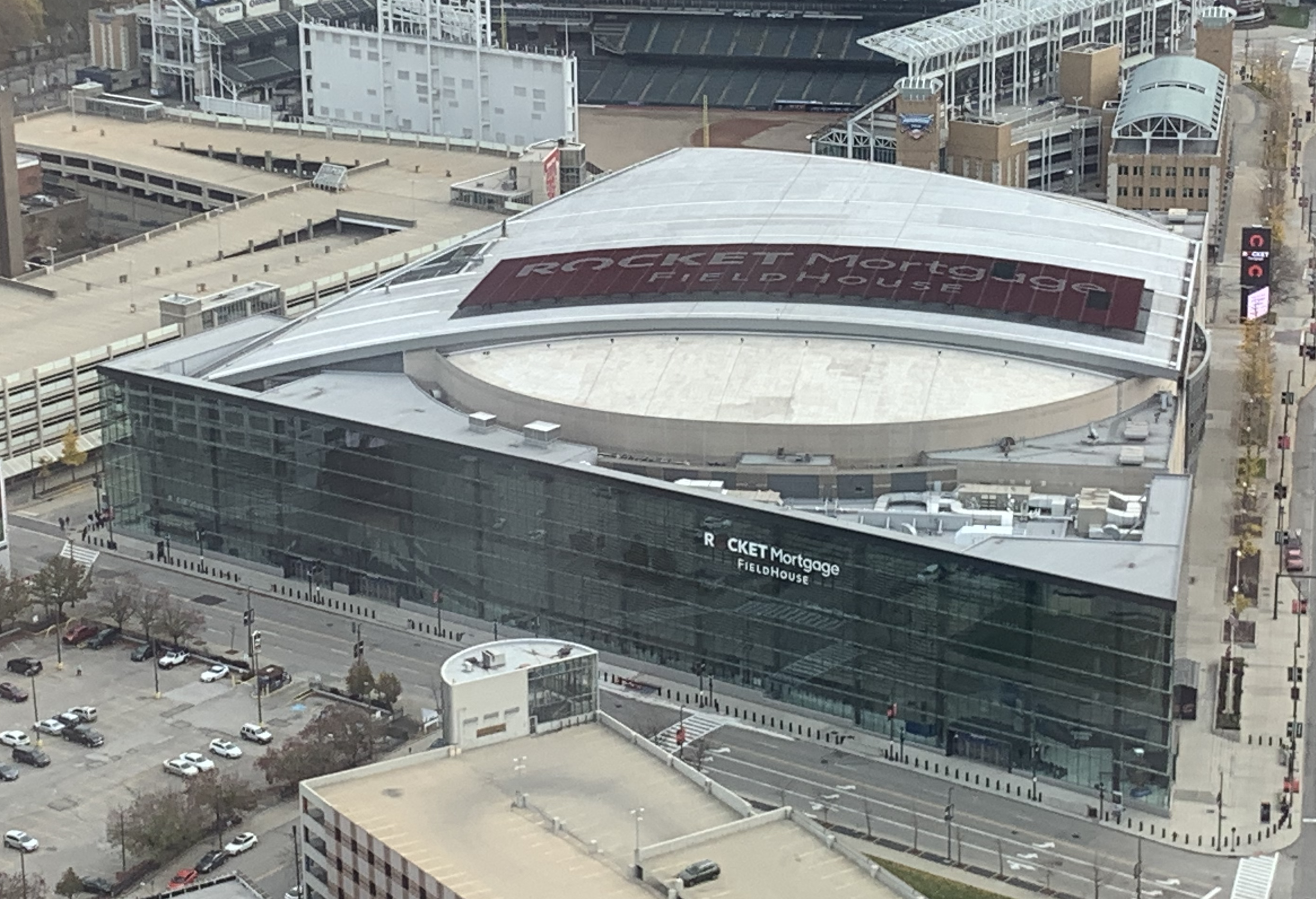
클리블랜드 로커스의 홈경기장이었던 건드 아레나

| 경기장            | 사용기간      | 수용인원 | 장소                  | 비고                                                                                          |
| ----------------- | ------------- | -------- | --------------------- | --------------------------------------------------------------------------------------------- |
| 클리블랜드 로커스 |               |          |                       |                                                                                               |
| 건드 아레나       | 1997년~2003년 | 20,562명 | 오하이오주 클리블랜드 | 현재 경기장명은 로키 아레나이다. 현재 NBA 클리블랜드 캐벌리어스의 홈경기장으로 사용하고 있음. |

## 영구 결번
- 없음

## 역대 시즌별 성적
<정규시즌 & 플레이오프 성적>
- 정규시즌 성적 : 108승 112패 .491
- 플레이오프 성적 : 6승 9패 .400

| 시즌 | 정규시즌 | 정규시즌 | 정규시즌 | 정규시즌 | 정규시즌 | 정규시즌 | 플레이오프                  | 비고     |
| 시즌 | 리그     | 순위     | 경기수   | 승       | 패       | 승률     | 플레이오프                  | 비고     |
| ---- | -------- | -------- | -------- | -------- | -------- | -------- | --------------------------- | -------- |
| 1997 | WNBA     | 4위      | 28       | 15       | 13       | .536     | 빈칸                        | 빈칸     |
| 1998 | WNBA     | 1위      | 30       | 20       | 10       | .667     | 머큐리 1승2패               | 빈칸     |
| 1999 | WNBA     | 6위      | 32       | 7        | 25       | .219     | 빈칸                        | 최저승률 |
| 2000 | WNBA     | 2위      | 32       | 17       | 15       | .531     | 미러클 2승1패 리버티 1승2패 | 빈칸     |
| 2001 | WNBA     | 1위      | 32       | 22       | 10       | .688     | 스팅 1승2패                 | 최고승률 |
| 2002 | WNBA     | 7위      | 32       | 10       | 22       | .313     | 빈칸                        | 빈칸     |
| 2003 | WNBA     | 4위      | 34       | 17       | 17       | .508     | 쇼크 1승2패                 | 빈칸     |

## 같이 보기
- 클리블랜드 레벌스
- 클리블랜드 캐벌리어스
- 클리블랜드 차지